# Wspólnota administracyjna Stiefenhofen
Wspólnota administracyjna Stiefenhofen – wspólnota administracyjna (niem. Verwaltungsgemeinschaft) w Niemczech, w kraju związkowym Bawaria, w rejencji Szwabia, w regionie Allgäu, w powiecie Lindau (Bodensee). Siedziba wspólnoty znajduje się w miejscowości Stiefenhofen.
Wspólnota administracyjna zrzesza dwie gminy wiejskie (Gemeinde): 
- Oberreute, 1 611 mieszkańców, 13,49 km²
- Stiefenhofen, 1 775 mieszkańców, 28,96 km²